# Nephropidae

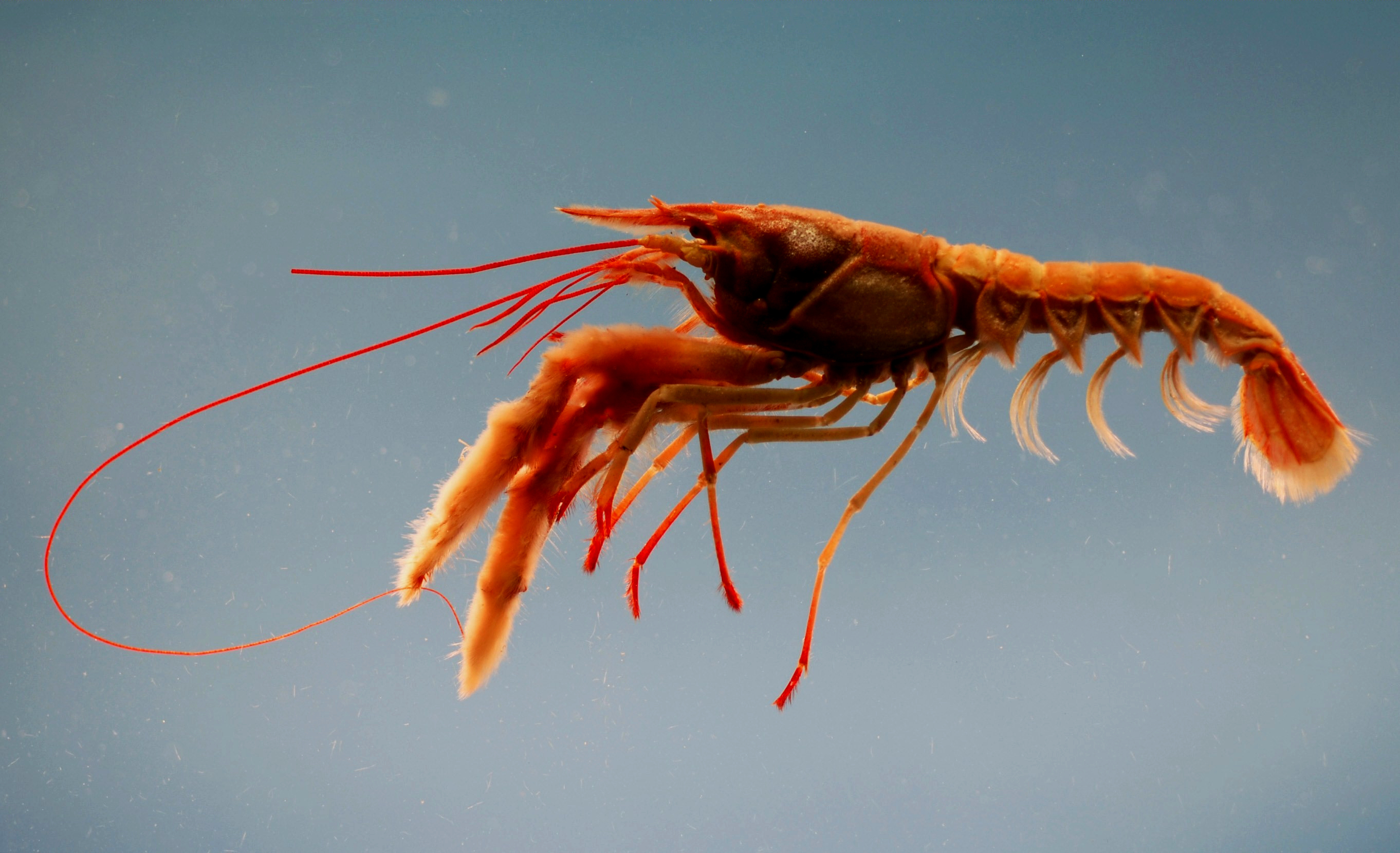
Nephropsis rosea

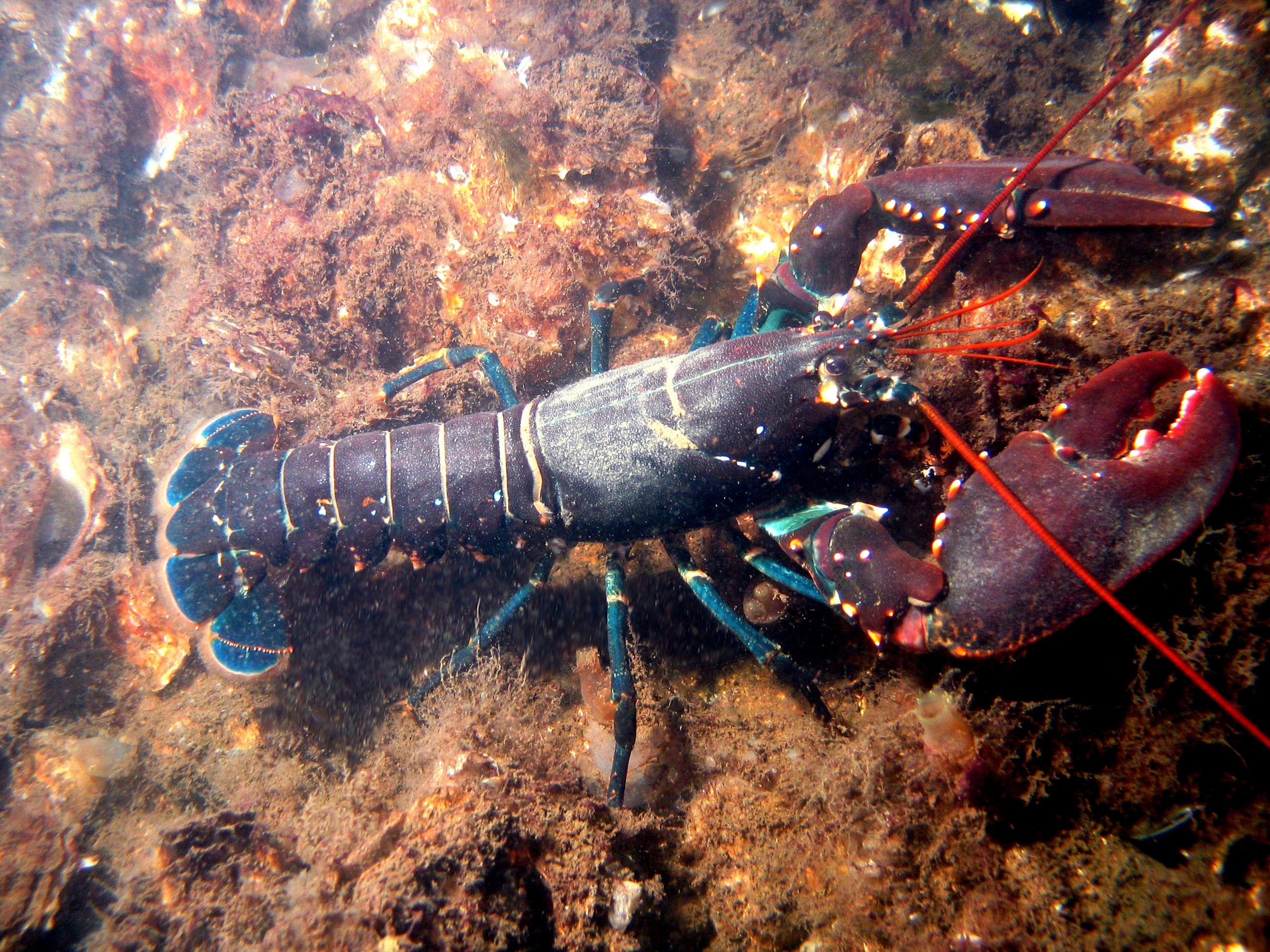
Homarus gammarus

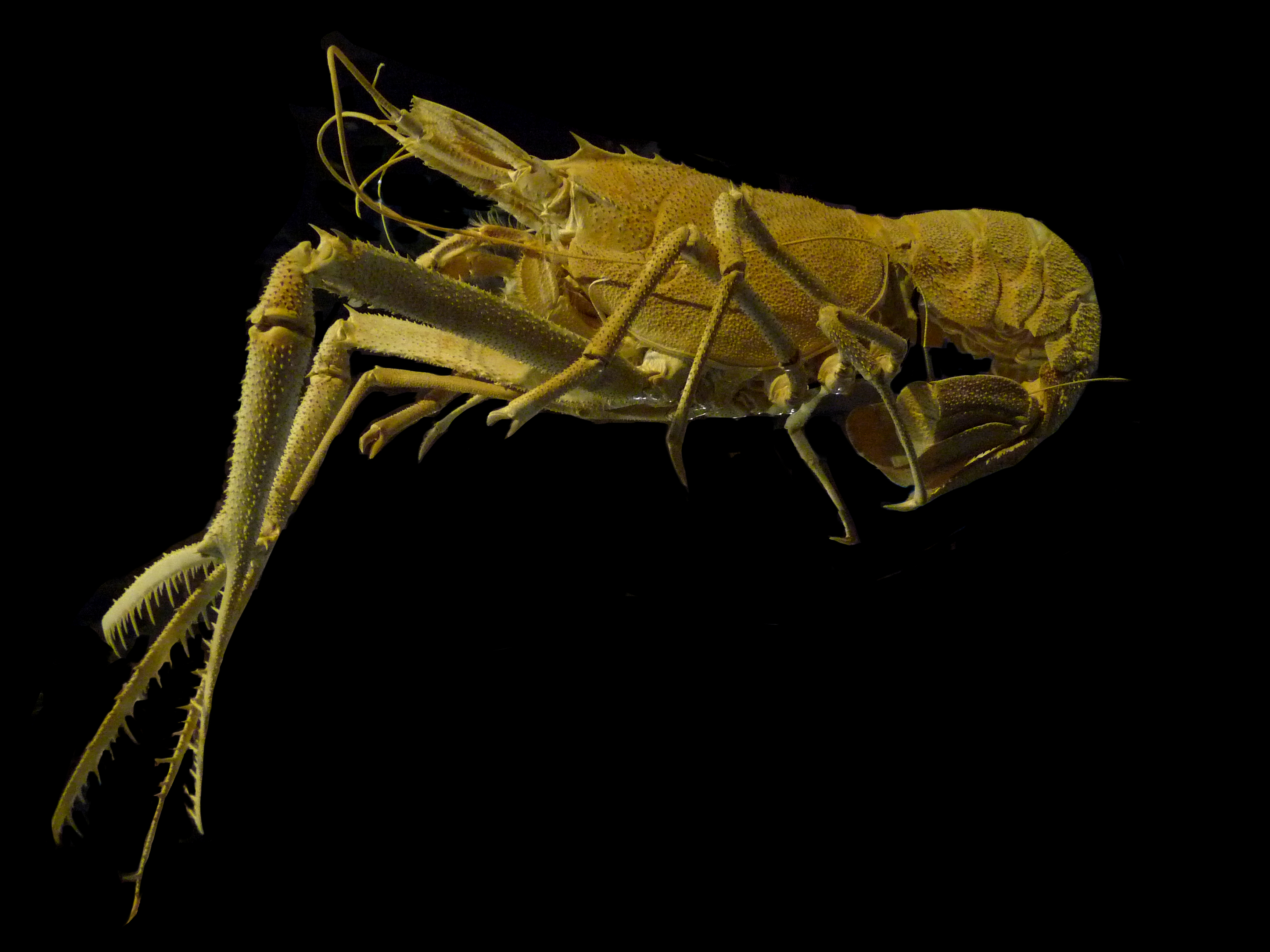
Acanthocaris tenuimana

I nefropidi (Nephropidae Dana, 1852) sono una famiglia di crostacei decapodi marini, di cui fanno parte astice e scampo.

## Distribuzione e habitat
Possono essere trovati in tutti gli oceani, e vivono sia in zone con fondali rocciosi che con fondali sabbiosi. Di solito si trovano oltre il limitare della piattaforma continentale.

## Descrizione
Sono invertebrati con un esoscheletro molto protettivo. Come molti artropodi, devono cambiarlo tramite una muta. Durante quel processo sono vulnerabili.
Hanno 10 arti, dei quali le prime tre paia sono chele; le chele della prima coppia sono molto più grandi delle altre. Testa e torace sono fusi insieme nel cefalotorace, coperto da un carapace di chitina, che presenta un rostro abbastanza lungo. La lunghezza delle antenne è maggiore di quella del corpo.
Si distinguono dagli Enoplometopidae per la conformazione delle chele, dai Chilenophoberidae estinti per il reticolo delle scanalature sul carapace.

## Biologia
Alcuni presentano organismi simbiotici, cioè cicliofori del genere Symbion nelle branchie o nella bocca.

### Comportamento
Generalmente si rifugiano negli anfratti tra le rocce. Alcune specie, come Thymopsis nilenta, vivono in aree molto profonde, anche oltre i 3000 m di profondità. Mangiano la propria pelle dopo la muta.

### Alimentazione
Sono onnivori ma si nutrono prevalentemente di invertebrati acquatici come molluschi, vermi e altri crostacei.

## Pesca
Le specie pescate più frequentemente sono Homarus americanus, Homarus gammarus e Nephrops norvegicus.

## Tassonomia
In questa famiglia sono riconosciuti 17 generi:
- Acanthacaris
- Dinochelus
- Eunephrops
- Homarinus
- Homarus (astice)
- Metanephrops
- Neophoberus
- Nephropides
- Nephrops (scampo)
- Nephropsis
- Phoberus
- Thaumastocheles
- Thaumastochelopsis
- Thymopides
- Thymops
- Thymopsis
- Wongastacia